# 季節はずれの海岸物語 '93冬
『季節はずれの海岸物語 '93冬』（きせつはずれのかいがんものがたり '93ふゆ）は、フジテレビで放送された季節はずれの海岸物語シリーズの第11作である。

## 放送データ
- 放送日：1993年1月7日
- 放送時間：22:00 - 23:24
- 視聴率：19.3％

## 概要
この回は、圭介がマドンナと言い争ったり、マドンナに対して怒鳴ったり（圭介が女性に対して怒鳴る場面はこれが初めてである）、それまでにない展開を見せた。
今回のマドンナは理恵の姉という設定である。また、それまで言及されていなかった理恵の名字が判明する回である（名字は渡辺）。
今回には田代まさしは出演していない。またシリーズ全作品の中でも、特に田代演じる春文の登場場面（回想など）がなく、ほかの登場人物も春文について言及する場面が少ない作品である。

## 出演
- 圭介：片岡鶴太郎
- 祥子：麻生祐未
- 徳子：可愛かずみ
- 理恵：渡辺美奈代
- 幸一：山本陽一
- 正彦：沢向要士
- 秀樹：東幹久

- 響野夏子
- 名取幸政
- 木沢由裕
- 野田茂
- 河本由彦

- うじきつよし

＊太字が圭介の恋の相手

## 挿入歌
主題歌
- DESTINY／松任谷由実

劇中
- 涙のキッス／サザンオールスターズ
- 恋するマンスリー･デイ／サザンオールスターズ
- TO YOU／サザンオールスターズ
- 東京シャッフル／サザンオールスターズ
- 君だけに夢をもう一度／サザンオールスターズ
- 星空のビリー･ホリデイ／サザンオールスターズ
- C調言葉に御用心／サザンオールスターズ
- 思い過ごしも恋のうち／サザンオールスターズ
- 涙のアベニュー／サザンオールスターズ
- シンデレラ･エクスプレス／松任谷由実
- 愛する女性（ひと）とのすれ違い／サザンオールスターズ
- チャコの海岸物語／サザンオールスターズ
- NEVER FALL IN LOVE AGAIN／サザンオールスターズ
- 匂艶 THE NIGHT CLUB／サザンオールスターズ
- わすれじのレイド･バック／サザンオールスターズ
- MY FOREPLAY MUSIC／サザンオールスターズ
- 旅姿六人衆／サザンオールスターズ

## スタッフ
企画
- 新井義春（D3 Company）
- 小林義和（フジテレビ）

脚本
- 尾崎将也

プロデューサー
- 新井義春（D3 Company）

監督
- 多田羅敬二（D3 Company）

製作
- フジテレビ
- D3 Company